# 287-й отдельный танковый батальон
Не следует путать с 287-м отдельным танковым батальоном 8-й стрелковой бригады
287-й отдельный танковый батальон, он же до 30 декабря 1941 года отдельный танковый батальон 8-й армии, Приморской оперативной группы  — воинская часть Вооружённых сил СССР в Великой Отечественной войне.

## История
Батальон сформирован в Ораниенбауме путём переформирования 2-го танкового полка 2-го формирования 1-й танковой дивизии 24 октября 1941 года. Очевидно, что в состав батальона были влиты остававшаяся материальная часть и личный состав танковых подразделений 8-й армии, поскольку на 1 октября 1941 года в составе 8-й армии наряду с 2-м танковым полком имеется отдельный бронетанковый батальон.
В составе действующей армии с 24 октября 1941 года по 30 декабря 1941 года как отдельный танковый батальон без номера, и с 30 декабря 1941 по 11 июля 1943 года как 287-й отдельный танковый батальон.
В течение всего боевого пути вёл боевые действия на Ораниенбаумском плацдарме, являясь в течение практически двух лет единственным танковым формированием на плацдарме.
11 июля 1943 года обращён на формирование 204-го отдельного танкового полка

## Подчинение
| Дата            | Фронт (округ)       | Армия                         | Корпус | Дивизия | Примечания |
| --------------- | ------------------- | ----------------------------- | ------ | ------- | ---------- |
| 01.11.1941 года | Ленинградский фронт | 8-я армия                     | -      | -       | -          |
| 01.12.1941 года | Ленинградский фронт | Приморская оперативная группа | -      | -       | -          |
| 01.01.1942 года | Ленинградский фронт | Приморская оперативная группа | -      | -       | -          |
| 01.02.1942 года | Ленинградский фронт | Приморская оперативная группа | -      | -       | -          |
| 01.03.1942 года | Ленинградский фронт | Приморская оперативная группа | -      | -       | -          |
| 01.04.1942 года | Ленинградский фронт | Приморская оперативная группа | -      | -       | -          |
| 01.05.1942 года | Ленинградский фронт | Приморская оперативная группа | -      | -       | -          |
| 01.06.1942 года | Ленинградский фронт | Приморская оперативная группа | -      | -       | -          |
| 01.07.1942 года | Ленинградский фронт | Приморская оперативная группа | -      | -       | -          |
| 01.08.1942 года | Ленинградский фронт | Приморская оперативная группа | -      | -       | -          |
| 01.09.1942 года | Ленинградский фронт | Приморская оперативная группа | -      | -       | -          |
| 01.10.1942 года | Ленинградский фронт | Приморская оперативная группа | -      | -       | -          |
| 01.11.1942 года | Ленинградский фронт | Приморская оперативная группа | -      | -       | -          |
| 01.12.1942 года | Ленинградский фронт | Приморская оперативная группа | -      | -       | -          |
| 01.01.1943 года | Ленинградский фронт | Приморская оперативная группа | -      | -       | -          |
| 01.02.1943 года | Ленинградский фронт | Приморская оперативная группа | -      | -       | -          |
| 01.03.1943 года | Ленинградский фронт | Приморская оперативная группа | -      | -       | -          |
| 01.04.1943 года | Ленинградский фронт | Приморская оперативная группа | -      | -       | -          |
| 01.05.1943 года | Ленинградский фронт | Приморская оперативная группа | -      | -       | -          |
| 01.06.1943 года | Ленинградский фронт | Приморская оперативная группа | -      | -       | -          |
| 01.07.1943 года | Ленинградский фронт | Приморская оперативная группа | -      | -       | -          |